# Iasnopoleanske (Iasnopoleanske), Djankoi
Iasnopoleanske (în ucraineană Яснополянське) este localitatea de reședință a comunei Iasnopoleanske din raionul Djankoi, Republica Autonomă Crimeea, Ucraina.

## Demografie
Componența lingvistică a localității Iasnopoleanske
     Rusă (54,63%)
     Tătară crimeeană (26,42%)
     Ucraineană (17,42%)
     Alte limbi (0,5%)
Conform recensământului din 2001, majoritatea populației localității Iasnopoleanske era vorbitoare de rusă (54,63%), existând în minoritate și vorbitori de tătară crimeeană (26,42%) și ucraineană (17,42%).